# Corrupião-jamaicano
Icterus leucopteryx é uma espécie de ave da família Icteridae.
Pode ser encontrada nos seguintes países: Ilhas Cayman, Colômbia e Jamaica.
Os seus habitats naturais são: florestas subtropicais ou tropicais húmidas de baixa altitude, regiões subtropicais ou tropicais húmidas de alta altitude e florestas secundárias altamente degradadas.